# Creatura nuda
Creatura nuda — дебютный студийный альбом Валентины Джованьини, выпущенный в марте 2002 года.

## Об альбоме
Creatura nuda был записан после успешного выступления на фестивале Сан-Ремо с композицией «Il passo silenzioso della neve» (второе место в номинации «молодых исполнителей» фестиваля в 2002 году). Альбом содержит ещё 11 композиций, в том числе и второй сингл «Senza origine».

## Список композиций
1. Senza origine
2. Creatura nuda
3. Il passo silenzioso della neve
4. Metamorfosi
5. Mi fai vivere
6. Madrigale
7. Il trono dei pazzi
8. La formula
9. Accarezzando a piedi nudi l’erba delle colline di Donegal
10. Libera
11. Dovevo dire di no (il traffico dei sensi)
12. Senza origine (Allemanda)